# Valérie Trierweiler
Valérie Trierweiler (pronunție în franceză [valeʁi tʁiɛʁvɛlɛːʁ]) (născută Massonneau; n. 16 februarie 1965) este o jurnalistă franceză, cunoscută mai ales pentru faptul că a fost, timp de aproape 10 ani, partenera de viață a lui François Hollande, al 24-lea Președinte al Franței. A fost considerată în mod neoficial Prima Doamnă a Franței, în special de către mass-media americană și britanică, deși conceptul de Primă Doamnă nu există în Franța.
În ianuarie 2014, în urma dezvăluirii de către presă a unei relații între François Hollande și actrița Julie Gayet, Hollande și-a anunțat despărțirea de Valérie Trierweiler.